# اوژین وارمینگ
اوژین وارمینگ (زاده ۳ نوامبر ۱۸۴۱ – درگذشته ۲ آوریل ۱۹۲۴)، گیاه‌شناس دانمارکی و مؤسس اصلی رشتهٔ علمی بوم‌شناسی بود. وارمینگ اولین کتاب (۱۸۹۵) را در رشته بوم‌شناسی گیاهی نوشت و اولین واحد درسی را در این رشته تدریس کرد و به بوم‌شناسی معنی و محتوی بخشید. «اگر بتوان نام یک شخص را به عنوان مؤسس بوم‌شناسی برگزیده و به او افتخار کرد، نام وارمینگ در اولویت است.»وارمینگ کتابهایی را در رشته گیاه‌شناسی، جغرافیا و بوم‌شناسی گیاهی نوشت که به چندین زبان ترجمه شدند و تأثیر زیادی در زمان خود و پس از خود داشتند. مهمترین کتاب او اکولوژی گیاهان: مقدمه‌ای بر مطالعه جوامع گیاهی بود.